# 埃凯尔尚
埃凯尔尚（法語：Esquerchin，法語發音：[ekɛʁʃɛ̃]）是法国上法兰西大区北部省的一个市镇，位于该省中南部，属于杜埃区。

## 地理
埃凯尔尚（50°22'34"N, 3°0'49"E）面积5.34 平方千米，位于法国上法蘭西大區北部省，该省份为法国最北部的省份及最长的省份，西北濒北海，西接加来海峡省，南至埃纳省和索姆省，东与比利时接壤。
与埃凯尔尚接壤的市镇（或旧市镇、城区）包括：洛万普朗克、努瓦耶勒戈多、基耶里拉莫特、宽西、弗莱尔斯-昂内斯克勒比约、库尔塞勒莱朗斯、埃南-博蒙。
埃凯尔尚的时区为UTC+01:00、UTC+02:00（夏令时）。

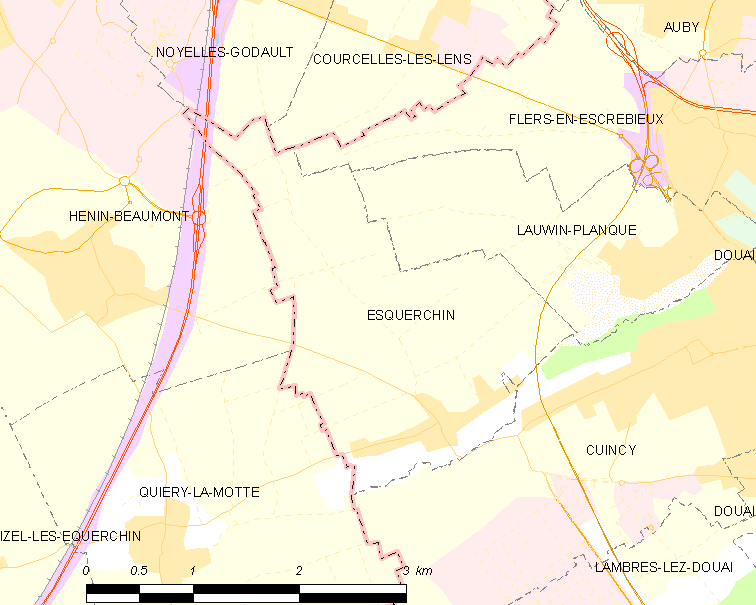
埃凯尔尚的OSM定位图

## 行政
埃凯尔尚的邮政编码为59553，INSEE市镇编码为59211。

## 政治
埃凯尔尚所属的省级选区为杜埃县。

## 人口

1962-2008年间埃凯尔尚人口变化图示

埃凯尔尚于2022年1月1日时的人口数量为902人。